# Liste deutschsprachiger Video-on-Demand-Angebote
Die noch unvollständige Liste deutschsprachiger Video-on-Demand-Angebote enthält kostenlose und kostenpflichtige Video-on-Demand-Angebote, die im deutschsprachigen Raum verfügbar sind. Angebote wie Kinox.to, die eine unerlaubte Verwertung urheberrechtlich geschützter Werke durchführen, werden und sind hier nicht gelistet.

## Deutschsprachige Video-on-Demand-Angebote (Auswahl)
| Angebot                   | Angebot | Anbieter                                                      | Geschäftsmodell(e) | Geschäftsmodell(e) | Geschäftsmodell(e) | Im deutschspr. Raum | Im deutschspr. Raum | Firmensitz des Anbieters |
| Name                      | Logo    | Anbieter                                                      | AVoD               | SVoD               | TVoD/EST           | Start               | Verfügbarkeit       | Firmensitz des Anbieters |
| ------------------------- | ------- | ------------------------------------------------------------- | ------------------ | ------------------ | ------------------ | ------------------- | ------------------- | ------------------------ |
| Animation Digital Network |         | Média-Participations                                          | ✘                  | ✘                  |                    | 2023                | D                   | Frankreich               |
| Apple TV+                 |         | Apple Inc.                                                    |                    | ✘                  |                    | 2019                | D-A-CH              | Vereinigte Staaten       |
| ARD Plus                  |         | ARD Plus GmbH                                                 |                    | ✘                  |                    | 2018                | D-A-CH              | Deutschland              |
| artfilm.ch                |         | artfilm.ch AG                                                 |                    | ✘                  |                    | 2015                | CH                  | Schweiz                  |
| cinefile                  |         | cinefile GmbH                                                 |                    | ✘                  | ✘                  | 2018                | CH                  | Schweiz                  |
| Crunchyroll               |         | Crunchyroll LLC.                                              | ✘                  | ✘                  |                    | 2013                | D-A-CH-L-LI         | Vereinigte Staaten       |
| DAZN                      |         | DAZN Group Limited                                            |                    | ✘                  |                    | 2016                | D-A-CH              | Vereinigtes Königreich   |
| Discovery+                |         | Warner Bros. Discovery                                        |                    | ✘                  |                    | 2022                | D-A                 | Vereinigte Staaten       |
| Disney+                   |         | The Walt Disney Company                                       |                    | ✘                  |                    | 2020                | D-A-CH              | Vereinigte Staaten       |
| Filmfriend                |         | Potsdamer filmwerte GmbH                                      |                    | ✘                  |                    | 2017                | D-A-CH-L-LI-B       | Deutschland              |
| freenet Video             |         | Freenet Group                                                 |                    | ✘                  | ✘                  | 2018                | D-A-CH              | Deutschland              |
| Google TV                 |         | Google LLC                                                    |                    |                    | ✘                  | 2012                | D-A-CH-B-L          | Vereinigte Staaten       |
| iTunes Store              |         | Apple Inc.                                                    |                    |                    | ✘                  | 2008                | D-A-CH-B            | Vereinigte Staaten       |
| Joyn                      |         | Joyn GmbH (ProSiebenSat.1 Media SE und Discovery, Inc.)       | ✘                  |                    |                    | 2019                | D                   | Deutschland              |
| Joyn Plus+                |         | Joyn GmbH (ProSiebenSat.1 Media SE und Discovery, Inc.)       |                    | ✘                  |                    | 2019                | D                   | Deutschland              |
| Joyn Österreich           |         | ProSiebenSat.1 PULS 4 GmbH                                    | ✘                  | ✘                  |                    | 2023                | A                   | Österreich               |
| Kino VOD Club             |         | Cinema Service Platform GmbH                                  |                    |                    | ✘                  | 2017                | A                   | Österreich               |
| Lacinetek                 |         | EYZ Media GmbH                                                |                    |                    | ✘                  | 2019                | D-A                 | Deutschland              |
| MagentaTV                 |         | Telekom Deutschland GmbH                                      |                    | ✘                  |                    | 2018                | D-A                 | Deutschland              |
| Maxdome Store             |         | Joyn GmbH (ProSiebenSat.1 Media SE und Discovery, Inc.)       |                    |                    | ✘                  | 2006                | D-A                 | Deutschland              |
| MUBI                      |         | MUBI, Inc.                                                    |                    | ✘                  | ✘                  | 2013                | D-A-CH-B-L-LI       | Vereinigte Staaten       |
| myfilm.ch                 |         | kult.kino ag                                                  |                    |                    | ✘                  | 2019                | CH                  | Schweiz                  |
| MySpass.de                |         | Brainpool TV GmbH (Banijay Group)                             | ✘                  |                    |                    | 2008                | D-A-CH              | Deutschland              |
| Netflix                   |         | Netflix, Inc.                                                 | ✘                  | ✘                  |                    | 2014                | D-A-CH-B-L-LI       | Vereinigte Staaten       |
| Netzkino                  |         | Spotfilm Networx GmbH                                         | ✘                  |                    |                    | 2010                | D-A-CH              | Deutschland              |
| NetzkinoPlus              |         | Spotfilm Networx GmbH                                         |                    | ✘                  |                    | 2017                | D-A-CH              | Deutschland              |
| Pantaflix                 |         | Pantaflix Technologies GmbH (Pantaflix AG)                    | ✘                  |                    | ✘                  | 2016                | D-A-CH-B-L-LI       | Deutschland              |
| Paramount+                |         | Paramount Global                                              |                    | ✘                  |                    | 2022                | D-A-CH              | Vereinigte Staaten       |
| Pluto TV                  |         | Paramount Global                                              | ✘                  |                    |                    | 2018                | D-A-CH              | Vereinigte Staaten       |
| Prime Video               |         | Amazon.com, Inc.                                              |                    | ✘                  | ✘                  | 2014                | D-A-CH-B-L-LI       | Vereinigte Staaten       |
| Ran Fighting              |         | Seven.One Sports GmbH (ProSiebenSat.1 Media SE)               | ✘                  | ✘                  | ✘                  | 2015                | D-A-CH              | Deutschland              |
| realeyz                   |         | EYZ Media GmbH                                                |                    | ✘                  |                    | 2009                | D-A-CH              | Deutschland              |
| RTL+                      |         | RTL interactive GmbH (RTL Deutschland)                        | ✘                  | ✘                  |                    | 2016                | D-A-CH-L-LI         | Deutschland              |
| Sky Go                    |         | Sky Deutschland Fernsehen GmbH & Co. KG (Comcast Corporation) |                    | ✘                  |                    | 2011                | D                   | Deutschland              |
| Sky Store                 |         | Sky Deutschland Fernsehen GmbH & Co. KG (Comcast Corporation) |                    |                    | ✘                  | 2017                | D-A-CH              | Deutschland              |
| Sky X                     |         | Sky Österreich Fernsehen GmbH & Co. KG (Comcast Corporation)  |                    | ✘                  |                    | 2019                | A                   | Österreich               |
| Sooner                    |         | ContentScope                                                  |                    | ✘                  | ✘                  | 2020                | D-A-CH B-L          | Deutschland              |
| VoD.lu                    |         | UniversCiné Luxembourg GmbH                                   |                    |                    | ✘                  | 2016                | L                   | Luxemburg                |
| WOW                       |         | Sky Deutschland Fernsehen GmbH & Co. KG (Comcast Corporation) |                    | ✘                  |                    | 2016                | D                   | Deutschland              |

## Eingestellte Video-on-Demand-Angebote (Auswahl)
| Angebot          | Angebot | Anbieter                                                                                       | Geschäftsmodell(e) | Geschäftsmodell(e) | Geschäftsmodell(e) | Im deutschsprachigen Raum | Im deutschsprachigen Raum | Im deutschsprachigen Raum | Firmensitz des Anbieters | Einstellungsgrund                                                                           |
| Name             | Logo    | Anbieter                                                                                       | AVoD               | SVoD               | TVoD/EST           | Start                     | Einst.                    | Verfügbarkeit             | Firmensitz des Anbieters | Einstellungsgrund                                                                           |
| ---------------- | ------- | ---------------------------------------------------------------------------------------------- | ------------------ | ------------------ | ------------------ | ------------------------- | ------------------------- | ------------------------- | ------------------------ | ------------------------------------------------------------------------------------------- |
| 5flix            |         | Discovery Communications Deutschland GmbH & Co. KG                                             | ✘                  |                    |                    | 2020                      | 2021                      | D-A                       | Deutschland              | [ 2 ]                                                                                       |
| Amazon Freevee   |         | Amazon.com, Inc.                                                                               | ✘                  |                    |                    | 2022                      | 2024                      | D-A                       | Vereinigte Staaten       | Zusammenführung mit Prime Video                                                             |
| Anime on Demand  |         | AV Visionen GmbH (Crunchyroll SA)                                                              |                    | ✘                  | ✘                  | 2007                      | 2021                      | D-A-CH-L-LI               | Deutschland              | Nach Übernahme durch Crunchyroll LLC., Einstellung zugunsten der Plattform Crunchyroll      |
| AkibaPass        |         | Peppermint Anime                                                                               |                    | ✘                  | ✘                  | 2016                      | 2018                      | D-A                       | Deutschland              | Einstellung zugunsten von Wakanim                                                           |
| Clipfish         |         | RTL interactive GmbH (RTL Group SA)                                                            | ✘                  |                    |                    | 2006                      | 2017                      | D-A                       | Deutschland              | Einstellung zugunsten von Watchbox                                                          |
| Eurosport Player |         | Joyn GmbH (ProSiebenSat.1 Media SE und Discovery, Inc.)                                        |                    | ✘                  |                    | 2008                      | 2023                      | D-A-CH-L-LI               | Vereinigte Staaten       | Einstellung zugunsten von Discovery+                                                        |
| Flimmit          |         | Flimmit GmbH & Co KG                                                                           |                    | ✘                  | ✘                  | 2007                      | 2023                      | D-A-CH                    | Österreich               | Wegen Änderungen des ORF-Gesetzes darf der ORF zukünftig keine Bezahldienste mehr anbieten. |
| HollyStar        |         | Sky Switzerland SA (bis 2018 Homedia SA)                                                       |                    |                    | ✘                  | 2010                      | 2021                      | CH                        | Schweiz                  | Einstellung zugunsten von Sky Store (Schweiz)                                               |
| kividoo          |         | Super RTL Fernsehen GmbH & Co. KG                                                              |                    | ✘                  |                    | 2015                      | 2023                      | D-A-CH                    | Deutschland              | Einstellung zugunsten von RTL+                                                              |
| Lionsgate+       |         | Lions Gate Entertainment, Starz                                                                |                    | ✘                  |                    | 2018                      | 2023                      | D                         | Vereinigte Staaten       |                                                                                             |
| Maxdome          |         | Joyn GmbH (ProSiebenSat.1 Media SE und Discovery, Inc.)                                        |                    | ✘                  |                    | 2006                      | 2020                      | D-A                       | Deutschland              | Einstellung zugunsten von Joyn Plus+                                                        |
| Viewster         |         | Viewster AG                                                                                    | ✘                  |                    |                    | 2007                      | 2019                      | D-A-CH-B-L-LI             | Schweiz                  | Übernahme durch Cinedigm und Einstellung zugunsten von ConTV                                |
| Watchever        |         | Vivendi SA                                                                                     |                    | ✘                  |                    | 2013                      | 2016                      | D                         | Deutschland              | Verlustgeschäft                                                                             |
| Watchbox         |         | RTL interactive GmbH (RTL Group SA)                                                            | ✘                  |                    |                    | 2017                      | 2019                      | D-A-CH                    | Deutschland              | Einstellung zugunsten von TVNOW                                                             |
| Wakanim          |         | Wakanim SAS (Crunchyroll LLC.)                                                                 | ✘                  | ✘                  | ✘                  | 2017                      | 2023                      | D-A-CH-LI                 | Frankreich               | Einstellung zugunsten von Crunchyroll                                                       |
| Zappn            |         | ProSiebenSat.1 PULS 4 GmbH, Seven.One Entertainment Group Schweiz AG (ProSiebenSat.1 Media SE) | ✘                  |                    |                    | 2017                      | 2024                      | A-CH                      | Österreich               | Einstellung zugunsten von Joyn Österreich und Joyn Schweiz                                  |

## Weitere Video-on-Demand-Angebote
Deutschsprachige öffentlich-rechtliche Rundfunkanstalten betreiben jeweils eigene, werbefreie und kostenlose Video-on-Demand-Angebote.
- ARD Mediathek (ARD mit Sendermediatheken von u. a. Das Erste und die Dritten)
- Arte Mediathek (Arte)
- BRF Mediathek (BRF)
- ORF On (ORF)
- Play SRF (SRF)
- ZDFmediathek (ZDF)
- Funk (ARD und ZDF)